# Містер Олімпія 2005
Містер Олімпія 2005 — найбільш значуще міжнародне змагання по культуризму, що проводиться під егідою Міжнародної федерації бодібілдінга (англ. International Federation of Bodybuilding, IFBB). Змагання проходили 15 жовтня 2005 ріка Mandalay Bay Arena в Лас Вегасі, США. Це був сорок перший турнір «Містер Олімпія». Свій восьмий титул завоював Ронні Коулмен з США. Друге місце посів Джей Катлер, третє — Густаво Бадель.

## Результати
Загальна сума призів, вручених під час виставки, склала $711,000, що на 32% більше, ніж у 2004. Загальний призовий фонд чоловічого Містера Олімпія склав $550,000. Переможець отримав $150,000. Друге місце — $85,000. Третє — $55,000.
| Місце | Приз     | Ім'я!             | Країна                   | 1  | 2  | 3  | 4   | Бали |
| ----- | -------- | ----------------- | ------------------------ | -- | -- | -- | --- | ---- |
| 1     | $150,000 | Ронні Коулмен     | США                      | 7  | 5  | 5  | 5   | 22   |
| 2     | $85,000  | Джей Катлер       | США                      | 8  | 10 | 10 | 10  | 38   |
| 3     | $55,000  | Густаво Баделл    | Венесуела                | 21 | 19 | 16 | 15  | 71   |
| 4     | $45,000  | Гюнтер Шлієркамп  | Німеччина                | 20 | 16 | 19 | 20  | 75   |
| 5     | $35,000  | Віктор Мартінес   | Домініканська Республіка | 22 | 25 | 26 | 25  | 98   |
| 6     | $27,000  | Денніс Джеймс     | Німеччина                | 31 | 32 | 37 |     | 100  |
| 7     | $16,000  | Мелвін Ентоні     | США                      | 31 | 40 | 31 |     | 102  |
| 8     | $15,000  | Бранч Уоррен      | США                      | 46 | 35 | 40 |     | 121  |
| 9     | $14,000  | Даррем Чарльз     | Тринідад і Тобаго        | 50 | 46 |    | 136 |      |
| 10    | $12,000  | Мустафа Мохаммед  | Йорданія                 | 57 | 50 | 48 |     | 155  |
| 11    | $2,000   | Джонні О. Джексон | США                      | 59 | 51 | 52 |     | 162  |
| 12    | $2,000   | Джордж Фара       | Ліван                    | 60 | 61 | 61 |     | 182  |
| 13    | $2,000   | Кріс Корм'є       | США                      | 51 | 73 | 67 |     | 191  |
| 14    | $2,000   | Девід Генрі       | США                      | 71 | 64 | 66 |     | 201  |
| 15    | $2,000   | Маркус Рюль       | США                      | 69 | 75 | 68 |     | 212  |
| 16    | $2,000   | Кріс Дім          | США                      | 77 | 78 |    |     | 155  |
| 16    | $2,000   | Крейг Річардсон   | США                      | 79 | 80 |    |     | 159  |
| 16    | $2,000   | Ронні Рокел       | Німеччина                | 80 | 79 |    |     | 159  |
| 16    | $2,000   | Квінсі Тейлор     | США                      | 80 | 80 |    |     | 160  |
| 16    | $2,000   | Олександр Федоров | Росія                    | 80 | 80 |    |     | 160  |
| 16    | $2,000   | Майк Шерідан      | Велика Британія          | 80 | 80 |    |     | 160  |

## Визначні події
- Ронні Коулмен виграв свій восьмий поспіль титул Містер Олімпія, зрівнявшись за кількістю перемог з Лі Хейні.
- Густаво Бадель виграв $50 000 у Challenge Round[2]
- Джей Катлер виграв $10 000 у конкурсі Vyo Tech's Best Wheels.